# فیروز (خواننده)
نُهاد وَدیع حَدّاد با نام هنری فَیروز (زادهٔ ۲۱ نوامبر ۱۹۳۵)؛ خوانندهٔ لبنانی و از تحسین‌شده‌ترین و تأثیرگذارترین خوانندگان زن در جهان عرب است.  در آغاز مسیر هنری خود با حضور در جشنوارهٔ بین‌المللی بعلبک با همکاری همسرش عاصی الرحبانی خوش درخشید. فیروز در طول این مسیر القاب زیادی را از مردم دریافت کرده است که از جملهٔ آنهاست: «فرستادهٔ (سفیر) ما به سوی ستارگان»، «گنجشک شرق» و بر اساس نام یکی از ترانه‌هایش «همسایهٔ ماه».

## زندگی‌نامه
وی در ۲۱ نوامبر ۱۹۳۵ در روستای الدبیة در منطقه‌ای از کوه‌های لبنان زاده شد. سال‌ها بعد وی به همراه خانواده‌اش به زقاق البلاط در حاشیهٔ بیروت نقل مکان کرد. آن‌ها مانند اکثر لبنانی‌ها در خانه‌ای سنگی ساکن شدند. فیروز از ۱۹۴۰ در سن تقریباً ۵ سالگی خوانندگی را شروع کرد و در نوجوانی به گروه کر رادیو لبنان پیوست. در آنجا با عاصی الرحبانی آشنا شد و با او ازدواج کرد. هنگامی که حلیم الرومی وی را شناخت نام «فیروز» را بر او نهاد تا با این نام (به معنی فیروزه) آواز بخواند. فیروز جزو قدیمی‌ترین خوانندگان و از پیش‌کسوتان عالم موسیقی است که تا به امروز سطح هنری خود را حفظ کرده است. او را زیباترین صدای عربی می‌دانند. فیروز در دنیای غرب هم شنوندگان و مخاطبان زیادی داشته است و همواره از سوی شیفتگانش ستوده شده است. او همچنین نوازنده‌ای برجسته است؛ از جملهٔ سازهایی که می‌نوازد ساز قانون، گیتار و ویولن است. فیروز به چند زبان مسلط است که از جملهٔ آنها زبان فرانسه است. با این‌حال او همواره به زبان عربی وفادار بوده و عشق ورزیده است. فیروز همچنین در ۱۶ نمایش و سه فیلم سینمایی هنرنمایی کرد. فیروز را به لحاظ شخصیت انسانی و هنری هر دو در آن واحد ستوده‌اند. فیروز و عاصی با هنر مدرنی که به جهان عرب معرفی کردند، به عرب‌ها و مخصوصاً به لبنانی‌ها چهره‌ای فرهنگی بخشیدند و هویت عربی را بازتعریف کردند.
فیروز و عاصی الرحبانی در شکل‌گیری شخصیت «موسیقی لبنانی» که امروز برای ما شناخته‌شده است نقش مستقیم داشته‌اند.

### دوران کودکی
نهاد یا فیروز اولین فرزند خانوادهٔ فقیری بود که در محله البلاط از محلات قدیمی در نزدیکی پایتخت لبنان زندگی می‌کردند. مادرش خانه‌دار بود و پدرش در یک چاپ‌خانه کار می‌کرد. فیروز از کودکی عاشق آواز بود و چون در خانه رادیو نداشتند، روی ایوان خانه‌شان می‌نشست و به صدای ام کلثوم، محمد عبدالوهاب، اسمهان و لیلی مراد که از رادیوی همسایه شنیده می‌شد گوش می‌داد.
صدای فیروز اولین بار توسط استاد محمد فلیفل در یک برنامهٔ جشن مدرسه کشف شد. در چهارده‌سالگی وارد کنسرواتوار موسیقی شد و به مدت پنج سال در آنجا تحصیل کرد. وقتی می‌خواست وارد گروه کر ملی رادیو بشود با مخالفت پدرش روبه‌رو شد. او حاضر نبود دخترش در لباسِ خواننده آواز بخواند. سرانجام پدر را قانع کردند، به این شرط که فیروز جز ترانه‌های ملی ترانه دیگری نخواند. در رادیو، حلیم الرومی او را با عاصی الرحبانی و برادرش منصور الرحبانی آشنا کرد. آن دو در آن زمان خدمت سربازی خود را می‌گذراندند و در آنجا به نوازندگی و تألیف موسیقی مشغول بودند. این آشنایی بسیار فرخنده بود و به ازدواج فیروز و عاصی منجر شد. حضور فیروز و عاصی الرحبانی در ۱۹۵۷ (و طی سال‌های بعد از آن)، در فستیوال بعلبک که تازه دو سال از آغاز به کار آن می‌گذشت، دوران طلایی موسیقی را برای لبنان رقم زد.

## محبوبیت در ایران
افزون بر آنکه فیروز در لبنان نماد وحدت است، او در خارج مرزهای لبنان نیز اهمیت نمادین دارد. معروف‌ترین و زیباترین آهنگ او بنت شلبیه در ایران بازخوانی شده همچنین پس از انفجار بیروت در سال ۲۰۲۰ که منجر به کشته شدن بیش از ۱۹۰ نفر و آوارگی حدود ۳۰۰۰۰۰ نفر شد، نخستین اقدامی که ایرانیان از طیف‌های مختلف سیاسی، برای ابراز همدردی خود انجام دادند، بازنشر آهنگ معروف «لبیروت» از فیروز بود که به یک هشتگ محبوب در توییتر فارسی تبدیل شد و محمدجواد ظریف، وزیر امور خارجهٔ ایران نیز در توئیت خود از آن یاد کرد.
محمود دعایی می‌گوید در گذشته نیز روحانی شیعهٔ ایرانی، سیدموسی صدر در یکی از کنسرت‌های فیروز که در دههٔ هفتاد میلادی در مصر برگزار می‌شده شرکت نموده و او و نوازندگانش را «مورد قبول» می‌دانسته است.

## نگارخانه

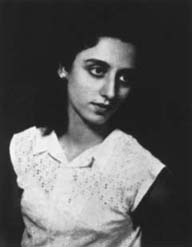
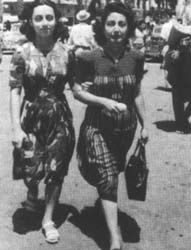
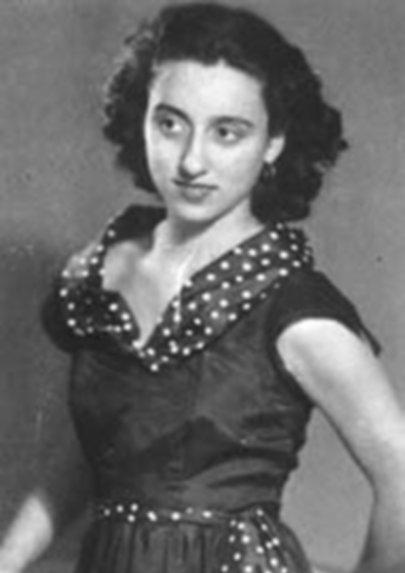
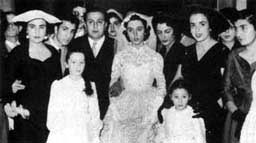
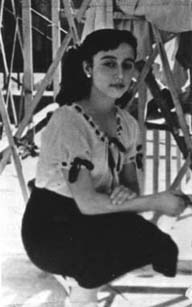
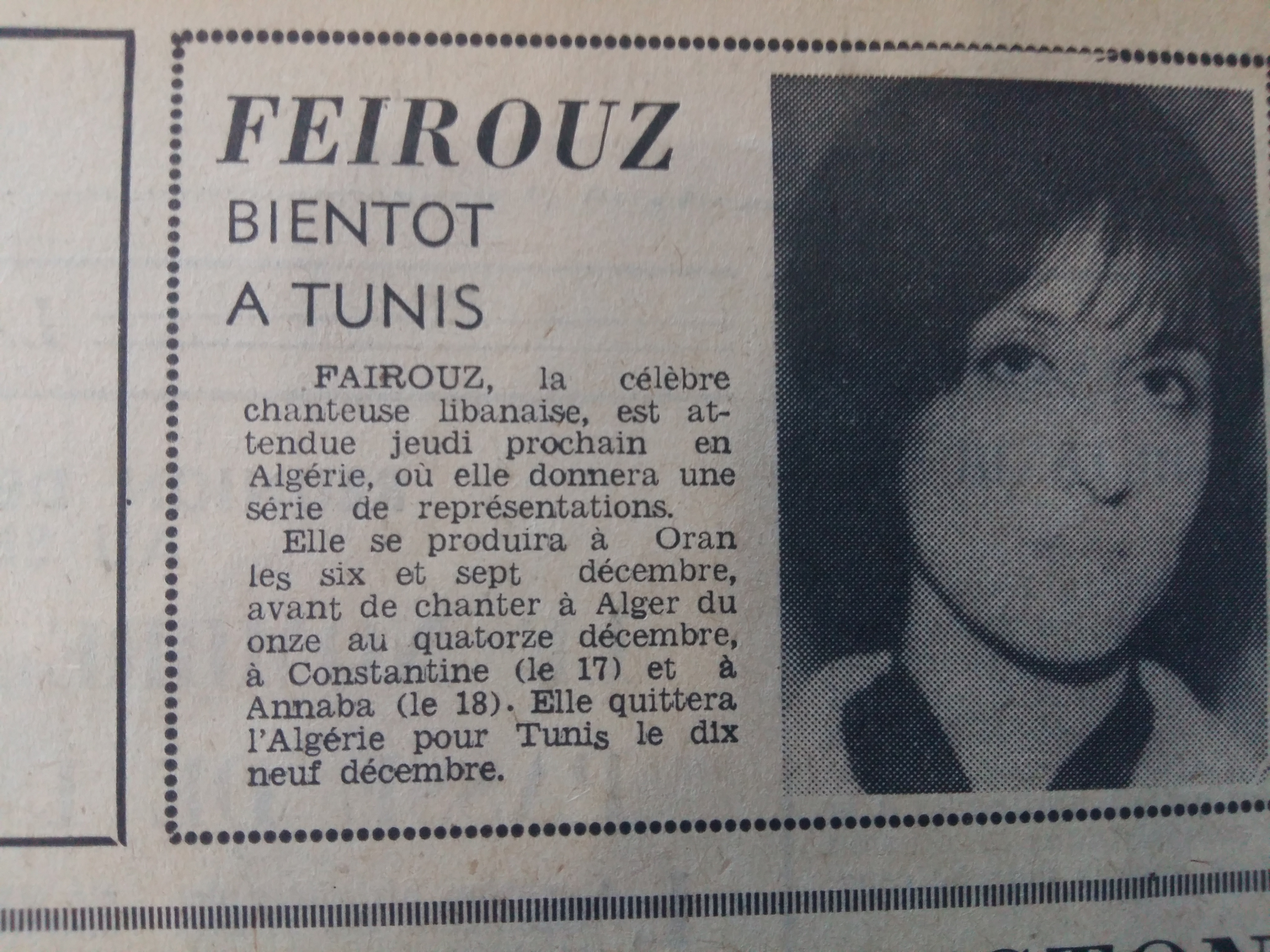

## نمایش‌ها
- جسر القمر ۱۹۶۲
- اللیل والقندیل ۱۹۶۳
- بیاع الخواتم۱۹۶۴
- أیام فخر الدین ۱۹۶۶
- هالة والملک ۱۹۶۷
- الشخص ۱۹۶۸
- جبال الصوان ۱۹۶۹
- یعیش یعیش ۱۹۷۰
- صح النوم ۱۹۷۱
- ناس من ورق ۱۹۷۲
- ناطورة المفاتیح ۱۹۷۲
- المحطة ۱۹۷۳
- لولو ۱۹۷۴
- میس الریم ۱۹۷۵
- بترا ۱۹۷۷

## سینما
- بیاع الخواتم ۱۹۶۵
- سفر برلک ۱۹۶۷
- بنت الحارس ۱۹۶۸